# Абдаєво
Абда́єво (рос. Абдаево, марій. Овдасола) — присілок у складі Моркинського району Марій Ел, Росія. Входить до складу Коркатовського сільського поселення.

## Населення
Населення — 239 осіб (2010; 261 у 2002).
Національний склад (станом на 2002 рік):
- лучні марійці — 100 %